# Adelbert von Chamisso
Ludolf Karl Adelbert von Chamisso także Louis Charles Adélaïde de Chamisso de Boncourt (ur. 30 stycznia 1781 na zamku Boncourt w Châlons-en-Champagne we Francji, zm. 21 sierpnia 1838 roku w Berlinie) – niemiecki poeta, przyrodnik i podróżnik.

## Życiorys
Adelbert von Chamisso urodził się 30 stycznia 1781 roku na zamku Boncourt w Châlons-en-Champagne we Francji. Dzieciństwo spędził w rodzinnym zamku, skąd rodzina von Chamisso musiała uciekać przed rewolucjonistami w 1790 roku. Uciekli najpierw do Belgii i Holandii, a następnie do Niemiec – przez Düsseldorf, Würzburg i Bayreuth do Berlina. 
W 1796 roku królowa Luiza Pruska przyjęła von Chamisso na służbę jako giermka. W latach 1798–1807 von Chamisso służył w armii pruskiej, w 1801 roku uzyskał stopień lejtnanta. W 1801 roku rodzice von Chamisso powrócili do Francji, a on sam pozostał na emigracji.
Rozpoczął studiowanie filozofii i literatury niemieckiej. Wówczas zaprzyjaźnił się z Juliusem Eduardem Hitzigiem (1780–1849), a także z Karlem Augustem Varnhagen von Ense (1785–1858), Davidem Ferdinandem Koreffem (1783–1851), Wilhelmem Neumannem (1781–1834) i Friedrichem de la Motte Fouqué (1777–1843). W 1803/1804 von Chamisso współzałożył wraz z Varnhagen von Ense romantyczną grupę literacką – Nordsternbund. Jego pierwsze próby poetyckie odzwierciedlały przeżycia osobiste i spekulacje filozoficzne. Pozostawał pod wpływem pracy Immanuela Kanta „Krytyka czystego rozumu”. W bajce Adelberts Fabel podjął temat wolnej woli. W ocalałym fragmencie księgi ludowej Fortunati Glückssäckel und Wunschhütlein połączył elementy tragiczne z komicznymi. Stylistycznie wzorował się na dziele Ludwiga Tiecka (1773–1853) Kaiser Octavianus. 
Następnie von Chamisso przebywał we Francji, potem ponownie w Berlinie. Niemiecka pisarka Helmina von Chézy (1783–1856) wprowadziła go do kręgu intelektualistów prowadzonego przez powieściopisarkę Madame de Staël (1766–1817). Madame de Staël zaprosiła von Chamisso latem 1810 roku do swoich zamków Chaumont i Fossé, gdzie von Chamisso zaczął interesować się botaniką w reakcji na list francuskiego przyrodnika Louisa de La Foye (1781–1847). Von Chamisso podjął studia przyrodnicze w Berlinie, które musiał przerwać w 1813 roku z uwagi na wojnę antyfrancuską. Wówczas powstało jego najsłynniejsze dzieło poetyckie – „Przedziwna historia Piotra Schlemihla” (niem. Peter Schlemihls wundersame Geschichte).
Po wojnie von Chamisso powrócił do studiów botanicznych, które ponownie przerwał, by wziąć udział w wyprawie badawczej dookoła świata pod dowództwem Otto Kotzebue (1788–1846). Podczas wyprawy w latach 1815–1818, odkrył wraz z Johannem Friedrichem von Eschscholtzem (1793–1831) cykl przemiany pokoleń sprzągli, dostarczając pierwszego w historii pewnego dowodu przemiany pokoleń u zwierząt. Uznanie zdobyły również jego prace na temat powstawania rafy koralowej. Wyprawę opisał w pamiętniku Beschreibung einer Reise um die Welt. Po powrocie, przez 17 lat, razem z Diederichem Franzem Leonhardem von Schlechtendal (1794–1866) opisywał przywiezione okazy botaniczne i zoologiczne. W 1819 roku von Chamisso objął stanowisko dyrektora herbarium i ogrodu botanicznego w Schönebergu. Napisał podręcznik do nauki botaniki.
Von Chamisso był również wolnomularzem.
Zmarł 21 sierpnia 1838 roku w Berlinie.

## Publikacje
Lista publikacji podana za Neue Deutsche Biographie (NDB):
- pierwsze artykuły w Berliner Musenalmanach, 1804–06
- Adelberts Fabel, 1807
- Peter Schlemihls wundersame Geschichte, 1814
- Gedichte, 1831
- Fortunati Glückseckel und Wunschhütlein, 1895
- Peter Schlemiels Schicksale, 1922
- De Salpa, 1819
- Bemerkungen und Ansichten auf einer Entdeckungsreise, 1821
- Übersicht der nutzbarsten und der schädlichsten Gewächse, welche wild oder angebaut in Norddeutschland vorkommen, 1827
- Reise um die Welt, 1836
- Über die hawaiische Sprache, 1837
- Werke, 1836

## Członkostwa
- 1829 – wybrany na członka Niemieckiej Akademii Przyrodników Leopoldina (niem. Deutsche Akademie der Naturforscher Leopoldina)[6]
- 1835 – członek Berlińsko-Brandenburskiej Akademii Nauk[7]

## Upamiętnienie
Nazwiskiem Chamisso nazwano podczas pierwszej wyprawy Kotzebue dookoła świata, jedną z wysp w Cieśninie Beringa. Na cześć Chamisso został nazwany przez jego przyjaciela, entomologa na statku Rurik – Johanna Friedricha von Eschscholtz rodzaj roślin Camissonia z rodziny wiesiołkowatych. Chamisso z kolei zrewanżował się nadaniem nazwy innej roślinie na cześć Eschsoltza – rodzajowi pozłotka z rodziny makowatych nadając mu nazwę naukową Eschscholtzia.
W 1991 roku nazwano jego nazwiskiem planetoidę z grupy pasa głównego asteroid – (24711) Chamisso.